# Chloe Rogers
Chloe Naomi Rogers (Harlow, 30 de marzo de 1985) es una exjugadora británica de hockey sobre césped.

## Trayectoria
Rogers debutó con la selección de Reino Unido en el año 2007. Tuvo su primera participación olímpica en Pekín 2008. En los Juegos Olímpicos de Londres 2012 derrotó a Nueva Zelanda en el partido por el tercer lugar y obtuvo la medalla de bronce.